# Myiomela diana
Myiomela diana là một loài chim trong họ Muscicapidae.